# Sympycnus collectus
Sympycnus collectus är en tvåvingeart som först beskrevs av Walker 1856.  Sympycnus collectus ingår i släktet Sympycnus och familjen styltflugor. Inga underarter finns listade i Catalogue of Life.